# Rory McEwen
Roderick „Rory“ McEwen (* 12. März 1932 in Marchmont House, Greenlaw, Scottish Borders; † 16. Oktober 1982 in South Kensington, London, England) war ein schottischer Maler und Folkmusiker.

## Biografie
Rory McEwen war das vierte von sieben Kindern – sechs Brüder und eine Schwester – von Sir John Helias Finnie McEwen und dessen Frau Bridget Mary Lindley. Der Vater war Landbesitzer und konservativer Politiker, der zum Baronet ernannt wurde. Die Mutter war die Tochter des Diplomaten Sir Francis Oswald Lindley und Enkelin des Botanikers und Illustrators John Lindley.

### Frühe Jahre
Rory McEwen wurde zunächst zu Hause erzogen und besuchte dann Eton College, wo Wilfrid Blunt zu seinen Lehrern zählte; Blunt bezeichnete McEwen als den vielleicht begabtesten Künstler, der ihm je unter die Finger kam (perhaps the most gifted artist to pass through my hands). Mit 18 Jahren begann er seinen zweijährigen Militärdienst bei den „Queen’s Own Cameron Highlanders“, der ihn nach Ägypten führte. Danach erwarb er einen Abschluss am Trinity College in Cambridge.
Bereits in jungen Jahren hatte Rory McEwen begonnen, Blumen und Pflanzen zu malen. 1955 wurden acht seiner Aquarelle in einem botanischen Werk von C. Oscar Moreton veröffentlicht. Daneben galt McEwens Interesse der traditionellen Musik. Durch seinen ältesten Bruder Jamie hatte Rory Blues und Jazz kennen und schätzen gelernt.

### Amerika
1956 reiste Rory McEwen mit seinem jüngeren Bruder Alexander nach New York, um die Vereinigten Staaten zu durchqueren. Das Geld für die weitere Reise wollten sie durch musikalische Auftritte verdienen.
Zunächst wohnten sie bei Alice Astor (1902–1956) und ihrer Tochter Romana. Alice war die Tochter von John Jacob Astor IV, dem Gründer des Astoria Hotels (später Waldorf-Astoria), der beim Untergang der Titanic ums Leben gekommen war. Romanas Vater war der zweite Ehemann von Alice Astor, Raimund von Hofmannsthal (1906–1974), Sohn von Hugo von Hofmannsthal.
Die beiden Brüder suchten und fanden die Witwe des Bluesmusikers Leadbelly. Sie trafen auch Blues- und Folkveteranen wie Ramblin’ Jack Elliott und Reverend Gary Davis. Die Reise der Brüder ging über Washington, Atlanta, New Orleans, El Paso, Santa Fe und San Francisco nach Los Angeles. Sie nahmen zwei Alben auf, Great Scottish Ballads (1956) und Scottish Songs and Ballads (1957). Sie hatten mehrere Fernsehauftritte, unter anderem in der Ed Sullivan Show. 1958 nahmen die Brüder zusammen mit der schottischen Sängerin und Schauspielerin Isla Cameron das Album Folksong Jubilee auf.

### Show Business
Zurück in London arbeitete Rory McEwen für das Magazin Spectator und für die BBC. Seine Auftritte in der „Tonight“ Show, wo er unter anderem eigene Musikstücke aufführte, machten ihn populär. 1958 heiratete er seine New Yorker Gastgeberin Romana von Hofmannsthal, mit der er in der Folge vier Kinder hatte, drei Töchter und einen Sohn.
Die Wohnung der McEwens in London wurde zu einem Treffpunkt von Künstlern und Kunstliebhabern. Zu den Gästen zählten Bob Dylan ebenso wie die Beatles; George Harrison soll in der Wohnung Sitar-Unterricht von Ravi Shankar bekommen haben.
Von 1959 bis 1963 hatte Rory McEwen seine eigene Fernsehshow „Hullabaloo“, in der er Folk und Blues präsentierte. Die Sendung wird als Vorläufer von Later… with Jools Holland angesehen; Holland ist mit McEwens jüngster Tochter Christabel verheiratet. Mit seinem Bruder Alexander, der ebenfalls eine Fernsehshow hatte, gab Rory ausverkaufte Live-Konzerte.

### Maler
Ab 1963 widmete sich Rory McEwen wieder verstärkt der Malerei. Er illustrierte ein weiteres Buch von C. Oscar Moreton (1964) sowie eine Veröffentlichung seines früheren Lehrers Wilfrid Blunt. Abgesehen von einigen Abstechern in die abstrakte Malerei blieben die Blumen und Pflanzen das Hauptthema McEwens.
1970 filmte McEwen Joseph Beuys auf dessen Expedition ins Moor von Rannoch. Zu McEwens Freunden zählten die Künstler Jim Dine, Brice Marden, Cy Twombly, David Novros, George Melly, Alastair Reid und Kenneth Koch.

### Krankheit und Tod
1979 wurde Rory McEwen erstmals wegen Krebs operiert. 1982 brach die Krankheit erneut aus. Ein Hirntumor wurde im Juli operiert, ein weiterer war jedoch inoperabel. Am 16. Oktober verließ McEwen unbemerkt seine Wohnung in Chelsea und stürzte sich an der U-Bahn-Station South Kensington vor einen heranfahrenden Zug.

## Nachwirkung
Rory und Alex McEwen beeinflussten die Entwicklung vieler Musiker, darunter Billy Connolly, Van Morrison und Eric Burdon.
Schon zu Lebzeiten waren McEwens Gemälde in zahlreichen Ausstellungen rund um den Globus zu sehen. 1988 gab es eine erste große Retrospektive in der Serpentine Gallery. Vom 11. Mai bis zum 22. September 2013 zeigten die Kew Gardens die Ausstellung „Rory McEwen: The Colours of Reality“. Dazu erschien das gleichnamige Buch, herausgegeben von Martyn Rix.

## Werke

### Diskografie
- Folk Song Today (1955), Kompilation mit einem Stück von Alex und Rory McEwen: Bonnie George Campbell
- Great Scottish Ballads (1956), Alex und Rory McEwen
- Scottish Songs and Ballads (1957), Alex and Rory McEwen
- Folksong Jubilee (1958), Alex and Rory McEwen mit Isla Cameron
- Four for Fun (1963), Alex and Rory McEwen mit Richard Fariña und Carolyn Hester
- Songs Poems Prints (1969), Rory McEwen mit Jim Dine: Lieder, Gedichte und Drucke[4]

### Buchillustrationen
- C. Oscar Moreton: Old Carnations and Pinks (1955)
- C. Oscar Moreton: The Auricula, It’s History and Character (1964)
- Wilfrid Blunt: Tulips and Tulipomania

### Gemälde und Zeichnungen
Werke Rory McEwens befinden sich in privaten Sammlungen weltweit sowie in bedeutenden Museen, darunter das British Museum, das Victoria and Albert Museum, die Tate Gallery, die Scottish National Gallery of Modern Art in Edinburgh, das Fitzwilliam-Museum in Cambridge, das Museum of Modern Art in New York und etliche mehr.